# Trogloiulus mirus
Trogloiulus mirus är en mångfotingart som beskrevs av Manfredi 1931. Trogloiulus mirus ingår i släktet Trogloiulus och familjen kejsardubbelfotingar. Inga underarter finns listade i Catalogue of Life.